# 神道裕
神道裕（じんどう ゆう、1979年11月7日 - ）は、日本の元お笑いタレント。本名同じ。元みちのくボンガーズ(現ふくしまボンカーズ)・オフィスまめかな所属のピン芸人。

## 来歴
愛知県岡崎市出身。生家は印鑑屋。岡崎市立井田小学校、岡崎市立葵中学校、愛知県立岡崎東高等学校卒業。名城大学中退。
2002年に吉本総合芸能学院の東京校に入る（8期生）。2008年に「みちのくボンガーズ」を結成。
2012年まではメンバーの1人である水野圭悟と「東海道」というコンビで活動していた。その後、2013年4月にお笑い集団仙台ティーライズの佐藤公隆と「ロビン」を結成したが2014年7月に解散。2015年3月をもって引退。現在は実家の家業を引き継いでいる。

## 過去の出演番組
テレビ
- 『はぴスタ』（テレビユー福島）水・木曜中継担当
- 『ゴジてれ Chu!』（福島中央テレビ）リポーター※不定期
- 『イケノダイ Hi4』（福島中央テレビ）
- 『ゴジてれシャトル』（福島中央テレビ）
- 『玉ちゃん×長谷川のなるほど競艇団』（福島テレビ）

ラジオ
- 『新感覚ラジオバラエティ〜ボンガーズの園〜ボンガーデン』（ラジオ福島）
- かっとびワイド 健司のフレンドラジオ（ラジオ福島）水曜日　※関あつしと出演
- 『みちのくボンガーズのお時間少々いただきます。』（FM POCO）
- 『みちのくボンガーズのボンバラ』（FM Mot.com）
- 『おだがいさまラジオランド』（おだがいさまFM）